# دهنة غمركان (أمجز)
دهنة غمرکان (بالفارسية: دهنه گمرکان) هي قرية تقع في إيران في قسم أمجز الريفي. يقدر عدد سكانها بـ 254 نسمة بحسب إحصاء 2016.